# Fotolithografie

Schematisch weergegeven fotolithografieproces.

Fotolithografie of micro-fotolithografie is een techniek om kleine structuren aan te maken voor bijvoorbeeld een printplaat of geïntegreerde schakeling.
De techniek bestaat erin eerst een zogenaamd masker (reticle) aan te maken waarop de structuur al dan niet vergroot staat en door belichting de structuur met een objectief af te beelden op een fotogevoelige laag (fotoresist). Daarna volgt een ontwikkelstap, waarbij het belichte of juist het onbelichte deel van de fotogevoelige laag wordt verwijderd.
Voor printplaten bestaat het masker uit een glazen fotografische plaat of een kunststof fotografische film. De belichting gebeurt met ultraviolette lampen. Voor geïntegreerde schakelingen kan er gebruik worden gemaakt van een optische bron, bijvoorbeeld een excimerlaser, of niet-optische bron (elektronenbundel). De belichting gebeurt met behulp van een zogenaamde stepper of een scanner.